# Jacques Soustelle

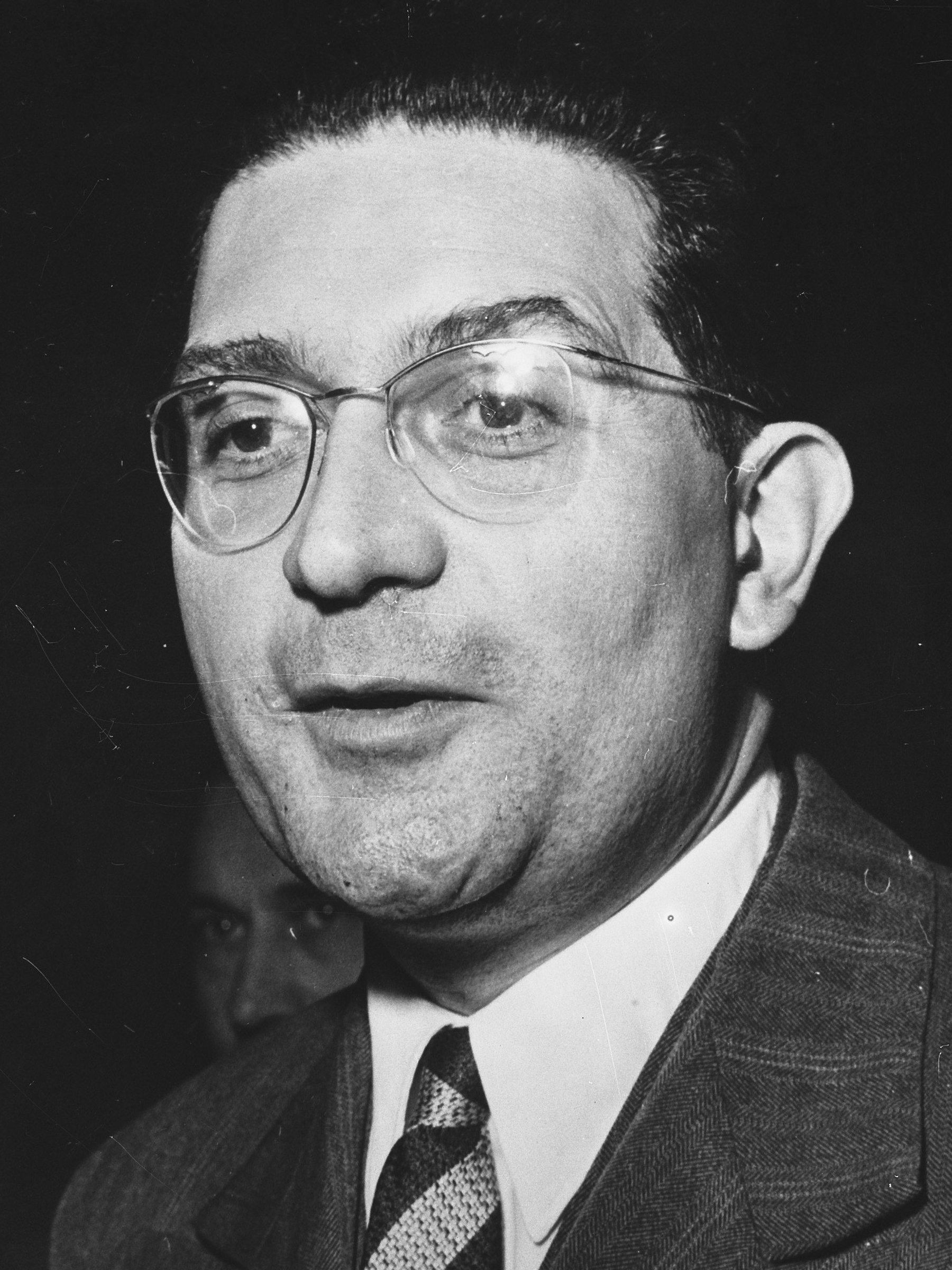
Jacques Soustelle (1958)

Jacques Soustelle (Montpellier, 3 februari 1912 – Neuilly-sur-Seine, 6 augustus 1990) was een Frans antropoloog, gespecialiseerd in precolumbiaanse beschavingen. Hij was tevens een belangrijk figuur bij de Vrije Fransen, directeur van het Musée de l'Homme, politicus, en lid van de Académie française.

## Biografie
Jacques Soustelle werd geboren in een protestantse arbeidersfamilie. Hij bleek op de middelbare school erg intelligent, en kreeg daarom een aanbeveling voor de École normale supérieure. In 1935 werd hij generaal-secretaris van de Franse Unie van intellectuelen tegen fascisme. In 1938 werd hij benoemd tot directeur van het Musée de l'Homme.
Na de Tweede wapenstilstand van Compiègne keerde Soustelle terug uit Mexico om zich bij de Vrije Fransen in Londen aan te sluiten. Hij kreeg van Charles de Gaulle een diplomatieke missie in Latijns-Amerika toegewezen, waar hij extra steun voor de Vrije Fransen moest proberen te verkrijgen.
Hij leidde tevens het Bureau Central de Renseignements et d'Action (BCRA) en voegde zich bij het Comité national français in Londen. Tijdens de laatste jaren van de Tweede Wereldoorlog was hij hoofd van de geheime dienst in Algiers.
In 1945 diende Soustelle als minister van Informatie, en later minister van Koloniën, tijdens de wederopbouw van Frankrijk. Van 1947 tot 1951 diende hij als secretaris-generaal van de
Rassemblement du Peuple Français (RPF). Hij was binnen de partij een van De Gaulles grootste vertrouwelingen.
In 1955 werd Soustelle genomineerd voor de positie van gouverneur-generaal van Algerije door Pierre Mendès-France, een betrekking die hij in 1955 en 1956 vervulde. In 1960 werd hij uit het kabinet gezet door de Union pour la nouvelle République (UNR) en voegde zich bij de Organisation de l'Armée Secrète. Zijn activiteiten bij deze groep maakten dat hij tussen 1961 en 1968 in ballingschap moest leven.

## Eerbetoon
- Commandeur in het Legioen van Eer.
- Verzetsmedaille

## Publicaties
- La culture matérielle des Indiens Lacandons (1937)
- La famille otomi-pame du Mexique central (1937)
- Envers et contre tout: souvenirs et documents sur la France libre (1947, 1950)
- La vie quotidienne des Aztèques (1955)
- Aimée et souffrante Algérie (1956)
- Le drame algérien et la décadence française (1957)
- L'espérence trahi, 1958–1961 (1962)
- L'art du Mexique ancien (1966)
- Les quatre soleils: souvenirs et réflexion d'un ethnologue en Mexique (1967)
- La longue marche d'Israël (1968)
- Mexique, terre indienne (1971)
- Les Olmèques (1979)
- Lettre ouvert aux victimes de la decolonisation (1973)
- L'anthropologie française et les civilisations autochtones de l'Amérique (1989)

- Bibsys: 90068235
- Biblioteca Nacional de España: XX993581
- Bibliothèque nationale de France: cb119252737 (data)
- CiNii: DA02108620
- Gemeinsame Normdatei: 118798138
- International Standard Name Identifier: 0000 0001 1610 6756
- Library of Congress Control Number: n50014153
- Nationale Bibliotheek van Letland: 000188395
- MusicBrainz: 1b487679-d049-441f-8e2b-31171f8c4d06
- Bibliotheek van het Japanse parlement: 00457207
- Nationale Bibliotheek van Tsjechië: jn20010309478
- Nationale bibliotheek van Australië: 35513456
- Nationale Bibliotheek van Israël: 987007592359205171
- Nationale en Universitaire bibliotheek Zagreb: 000050237
- Nederlandse Thesaurus van Auteursnamen: 068473265
- Réseau des bibliothèques de Suisse occidentale: 02-A003850582
- Istituto Centrale per il Catalogo Unico: CFIV074099
- LIBRIS: 305972
- SNAC: w6df7fwq
- Système universitaire de documentation: 027905454
- Trove: 980418
- Virtual International Authority File: 27071839
- WorldCat: E39PBJdxbVtPtvbfR9MtvWb68C